# Prudemanche
Prudemanche är en kommun i departementet Eure-et-Loir i regionen Centre-Val de Loire strax norr om centrala Frankrike. Kommunen ligger i kantonen Brezolles som tillhör arrondissementet Dreux. År 2022 hade Prudemanche 264 invånare.

## Befolkningsutveckling
Antalet invånare i kommunen Prudemanche
Referens:INSEE